# Elgonina pollinosa
Elgonina pollinosa är en tvåvingeart som beskrevs av Amnon Freidberg och Merz 2006. Elgonina pollinosa ingår i släktet Elgonina och familjen borrflugor.
Artens utbredningsområde är Etiopien. Inga underarter finns listade i Catalogue of Life.